# Un samouraï garde du corps
Pour plus de détails, voir Fiche technique et Distribution.
Un samouraï garde du corps (titre original : The Karate Guard) est un cartoon Tom et Jerry réalisé en 2005 par Joe Barbera et Spike Brandt. Il s'agit du dernier cartoon de la série américaine à être sorti au cinéma et à être réalisé par le co-créateur Joe Barbera avant sa mort.

## Synopsis
Jerry s'entraine au karaté, ce qui réveille Tom. Un ancien sage chinois vient apprendre à Jerry qu'il vient d'achever son apprentissage de l'art martial. Ce dernier doit alors essayer d'affronter Tom. Mais le chat se moque complètement des essais de la souris et la renvoie dans son trou.
L'ancien sage chinois lui donne alors un gong qui lui permettra d'appeler Spike ("Momo Solo") qui permettra à la souris de se débarrasser de Tom lorsqu'elle en aura besoin (référence directe au cartoon de 1944 Jerry garde du corps).
Après plusieurs tentatives d'attraper Jerry ratées, Tom appelle le quatuor d'exterminateurs mené par Butch. Mais Jerry n'hésite pas à appeler Momo Solo qui se retrouve sale à cause de plein de boules de paintball. Mais ce dernier fait la peau aux exterminateurs.
Jerry et Momo finissent par manger du pop-corn devant le massacre des exterminateurs à la TV et Tom devient leur domestique.